# Staňkovice (okres Kutná Hora)
Staňkovice (německy Stankowitz) jsou obec v okrese Kutná Hora ve Středočeském kraji. Leží asi 21 kilometrů jihozápadně od Kutné Hory a čtyři kilometry východně od Uhlířských Janovic. Žije v ní 262 obyvatel. Součástí obce jsou i vesnice Chlum, Nová Ves, Ostašov a Smilovice.

## Historie
První písemná zmínka o obci pochází z roku 1226.
V obci Staňkovice (přísl. Bláto, Ostašov, Nová Ves, 487 obyvatel) byly v roce 1932 evidovány tyto živnosti a obchody: 4 hostince, kovář, 8 rolníků, řezník, 2 obchody se smíšeným zbožím, spořitelní a záložní spolek pro Staňkovice, 3 trafiky, 2 velkostatky (Mandelík, Správa státních lesů).
V obci Smilovice (přísl. Chlum, 348 obyvatel, samostatná obec se později stala součástí Staňkovic) byly v roce 1932 evidovány tyto živnosti a obchody: družstvo pro rozvod elektrické energie ve Smilovicích, 3 hostince, kolář, 2 kováři, krejčí, 2 obuvníci, porodní asistentka, řezník, obchod se smíšeným zbožím, trafika.

## Obyvatelstvo
| Rok            | 1869 | 1880 | 1890 | 1900 | 1910 | 1921 | 1930 | 1950 | 1961 | 1970 | 1980 | 1991 | 2001 | 2011 | 2021 |
| -------------- | ---- | ---- | ---- | ---- | ---- | ---- | ---- | ---- | ---- | ---- | ---- | ---- | ---- | ---- | ---- |
| Počet obyvatel | 761  | 826  | 903  | 903  | 810  | 772  | 671  | 514  | 465  | 384  | 312  | 282  | 246  | 248  | 259  |
| Počet domů     | 110  | 121  | 128  | 131  | 131  | 135  | 145  | 141  | 140  | 123  | 108  | 142  | 149  | 157  | 162  |

## Obecní správa

### Územněsprávní začlenění
Dějiny územněsprávního začleňování zahrnují období od roku 1850 do současnosti. V chronologickém přehledu je uvedena územně administrativní příslušnost obce v roce, kdy ke změně došlo:
- 1850 země česká, kraj Pardubice, politický okres Kolín, soudní okres Uhlířské Janovice[8]
- 1855 země česká, kraj Čáslav, soudní okres Uhlířské Janovice
- 1868 země česká, politický okres Kutná Hora, soudní okres Uhlířské Janovice
- 1939 země česká, Oberlandrat Kolín, politický okres Kutná Hora, soudní okres Uhlířské Janovice[9]
- 1942 země česká, Oberlandrat Praha, politický okres Kutná Hora, soudní okres Uhlířské Janovice[10]
- 1945 země česká, správní okres Kutná Hora, soudní okres Uhlířské Janovice[11]
- 1949 Pražský kraj, okres Kutná Hora[12]
- 1960 Středočeský kraj, okres Kutná Hora
- 2003 Středočeský kraj, obec s rozšířenou působností Kutná Hora

## Doprava
Dopravní síť
- Pozemní komunikace – Obcí prochází silnice II/335 Mnichovice - Sázava - Staňkovice - Uhlířské Janovice - Zbraslavice.

- Železnice – Železniční stanice na území obce není. Území obce protíná železniční trať 014 Kolín – Uhlířské Janovice – Ledečko, na ní je nejblíže obci železniční stanice Uhlířské Janovice ve vzdálenosti 3,5 kilometru.

Veřejná doprava 2011
- Autobusová doprava – Z obce vedly autobusové linky např. do těchto cílů: Horní Kruty (dopravce ČSAD POLKOST, s. r. o.), Kutná Hora, Sázava, Uhlířské Janovice (dopravce Veolia Transport Východní Čechy).